# Neu Wulmstorf
Neu Wulmstorf est une commune allemande située en Basse-Saxe, dans l'arrondissement de Harburg.
La commune de Neu Wulmstorf se compose de:
- Neu Wulmstorf consistant en
  - Neu Wulmstorf
  - Wulmstorf
  - Daerstorf
- Elstorf, constitué par
  - Elstorf
  - Ardestorf
  - Elstorf-Bachheide
- Rade, constitué par
  - Rade
  - Mienenbuttel
  - Ohlenbüttel
- Rübke
- Schwiederstorf

## Jumelage
Nyergesújfalu (Hongrie)